# Tosin Adarabioyo
Abdul-Nasir Oluwatosin "Tosin" Adarabioyo (Manchester, 24 september 1997) is een Engels voetballer die doorgaans als centrale verdediger speelt. Hij verruilde Fulham in de zomer van 2024 transfervrij voor Chelsea.

## Clubcarrière

### Manchester City
Adarabioyo is afkomstig uit de jeugdacademie van Manchester City. Op 21 februari 2016 gunde Manuel Pellegrini de centrumverdediger een basisplaats in een FA Cup-duel tegen Chelsea. Hij speelde de volledige wedstrijd op Stamford Bridge, die Chelsea met 5–1 won. Hij speelde acht wedstrijden voor Manchester City, maar maakte nooit zijn debuut in de Premier League.
In het seizoen 2018/19 werd hij uitgeleend aan West Bromwich Albion, waar hij 35 wedstrijden voor speelde. Het jaar erop werd hij opnieuw verhuurd aan Blackburn Rovers en speelde hij opnieuw 35 wedstrijden. Hij scoorde bovendien drie goals voor Blackburn, zijn eersten in het profvoetbal.

### Fulham
In de zomer van 2020 werd Adarabioyo overgenomen door Fulham, waarmee hij in zijn eerste seizoen degradeerde uit de Premier League. Hij werd het seizoen erna meteen kampioen van de Championship.

## Clubstatistieken
| Seizoen        | Club                   | Competitie     | Competitie | Competitie | Beker | Beker | Internationaal | Internationaal | Totaal | Totaal |
| Seizoen        | Club                   | Competitie     | Wed.       | Dlp.       | Wed.  | Dlp.  | Wed.           | Dlp.           | Wed.   | Dlp.   |
| -------------- | ---------------------- | -------------- | ---------- | ---------- | ----- | ----- | -------------- | -------------- | ------ | ------ |
| 2015/16        | Manchester City        | Premier League | 0          | 0          | 1     | 0     | –              | –              | 1      | 0      |
| 2016/17        | Manchester City        | Premier League | 0          | 0          | 1     | 0     | 2              | 0              | 3      | 0      |
| 2017/18        | Manchester City        | Premier League | 0          | 0          | 2     | 0     | 2              | 0              | 4      | 0      |
| 2018/19        | → West Bromwich Albion | Championship   | 29         | 0          | 6     | 0     | –              | –              | 35     | 0      |
| 2019/20        | → Blackburn Rovers     | Championship   | 34         | 3          | 1     | 0     | –              | –              | 35     | 3      |
| 2020/21        | Fulham                 | Premier League | 33         | 0          | 1     | 0     | –              | –              | 34     | 0      |
| 2021/22        | Fulham                 | Championship   | 41         | 2          | 3     | 0     | –              | –              | 44     | 2      |
| 2022/23        | Fulham                 | Premier League | 25         | 1          | 4     | 0     | –              | –              | 29     | 1      |
| 2023/24        | Fulham                 | Premier League | 20         | 2          | 5     | 0     | –              | –              | 25     | 2      |
| 2024/25        | Chelsea                | Premier League | 1          | 0          | 0     | 0     | 2              | 0              | 3      | 0      |
| Carrièretotaal | Carrièretotaal         | Carrièretotaal | 183        | 8          | 24    | 0     | 6              | 0              | 213    | 0      |

Bijgewerkt t/m 24 mei 2024.

## Interlandcarrière
Adarabioyo kwam uit voor meerdere Engelse nationale jeugdselecties. Op 15 november 2015 debuteerde hij in Engeland –19 in een vriendschappelijke interland tegen Japan –19.

## Erelijst
| Competitie             |                 |                 |                 |                 |
| Competitie             | Aantal          | Jaren           |                 |                 |
| Manchester City        | Manchester City | Manchester City | Manchester City | Manchester City |
| ---------------------- | --------------- | --------------- | --------------- | --------------- |
| Football League Cup    | 1x              | 2017/18         |                 |                 |
| Fulham                 |                 |                 |                 |                 |
| EFL Championship       | 1x              | 2021/22         |                 |                 |
| Chelsea                |                 |                 |                 |                 |
| UEFA Conference League | 1x              | 2024/25         |                 |                 |
| FIFA Club World Cup    | 1x              | 2025            |                 |                 |

1 Sánchez ·
2 Disasi ·
3 Cucurella ·
4 Adarabioyo ·
5 Badiashile ·
6 Colwill ·
7 Neto ·
8 Fernández ·
10 Moedryk ·
11 Madueke ·
12 Jörgensen ·
13 Bettinelli ·
14 Félix ·
15 Jackson ·
17 Chukwuemeka ·
18 Nkunku ·
19 Sancho ·
20 Palmer ·
21 Chilwell ·
22 Dewsbury-Hall ·
24 James  ·
25 Caicedo ·
27 Gusto ·
29 W. Fofana ·
31 Casadei ·
38 Guiu ·
40 Veiga ·
45 Lavia ·
47 Bergström ·
Coach: Maresca